# وینترویل (کارولینای شمالی)
وینترویل (به انگلیسی: Winterville) شهری در ایالت کارولینای شمالی کشور ایالات متحده آمریکا است که جمعیت آن در سرشماری سال ۲۰۱۰ میلادی، ۹٬۲۶۹ نفر بوده‌است.